# Eduardo Risso
Pour les articles homonymes, voir Risso.
Eduardo Risso né le 23 novembre 1959, est un dessinateur de bande dessinée argentin. 
Son œuvre la plus connue est la série 100 Bullets, scénarisée par Brian Azzarello. Sa première collaboration avec Azzarello a été Jonny Double. Ils ont également travaillé sur des histoires de Batman.

## Biographie
Risso naît en 1959 dans la province de Córdoba, en Argentine. Il commence sa carrière de dessinateur en 1981 dans le journal La Nación et les magazines Eroticón et Satiricón, tous publiés par les éditions Colomba. En 1986, il travaille en Italie pour Eura Editoriale.
Il dessine en 1987 Parque Chas, d'après un scénario de Ricardo Barreiro. La série se déroule dans le quartier éponyme de Buenos Aires et a d'abord été publiée dans la revue Fierro, une référence dans l'histoire de la bande dessinée argentine, puis par Totem en Espagne et Comic Art en Italie. La série complète est publiée ensuite en France, Allemagne, Danemark, Belgique, Pays-Bas et aux États-Unis. En 1988, il met en images une autre histoire de Barreiro, Caïn, sur un orphelin de Buenos Aires.
Plus tard cette même année, il crée avec le scénariste Carlos Trillo la série Fulù, publiée en Italie, France, Allemagne, Portugal, Pays-Bas, et dans le magazine Puertitas en Argentine. Le duo a aussi créé Simon, une aventure américaine, publiée en Italie et en France, Borderline, publiée en Italie, et Chicanos, publiée en Italie et en France.
Risso ne parle pas anglais. Pour la série 100 Bullets, publiée par Vertigo de 1999 à 2009, il a besoin que les scénarios de Brian Azzarello soient traduits.

## Publications

### Œuvres disponibles en français
- Fulù, avec Carlos Trillo, Glénat, coll. « Grafica » :

1. Le Mauvais Sort, 1989.
2. La Danse des Dieux, 1990.
3. Dans l'ombre du désir, 1990.
4. La Mer, La Liberté, 1991.
5. La Source de vie, 1992.

- Parque Chas, avec Ricardo Barreiro, Glénat, 1992.
- Chicanos, avec Carlos Trillo, Vents d'Ouest, 1997.
- Jonny Double : Deux Doigts de rabais, avec Carlos Trillo, Le Téméraire, 1999.
- Simon, une aventure américaine, avec Carlos Trillo, Glénat, 1999.
- Vidéo noire, avec Carlos Trillo, Albin Michel, 1999[1].
- Je suis un vampire, avec Carlos Trillo, Albin Michel :

1. La Résurrection, 2000[2].
2. La Malédiction, 2000.
3. La Destruction, 2001[3].
4. La Résolution, 2001.

- À bout portant t. 1 : Premier Sang, avec Brian Azzarello, Soleil, 2001  (ISBN 2-84565-138-4)[4].
- Histoire à ne pas vivre la nuit, avec Carlos Trillo, Albin Michel, 2001.
- Tabasco blues, avec Carlos Trillo, Albin Michel, 2002[5].
- Caïn, avec Ricardo Barreiro, Erko, 2002.
- 100 Bullets, avec Brian Azzarello, Semic (1-2) puis Panini (3-18), 2003-2013.
- Chicanos t. 1 : Pauvre, Laide, Détective privée, avec Carlos Trillo, Erko, 2005.
- Lune rouge, avec Carlos Trillo, Erko, 3 vol., 2005.
- Point de rupture, avec Carlos Trillo, Delcourt, coll. « Contrebande », 4 vol., 2009-2011.
- Dark Night : Une histoire vraie, avec Paul Dini, Urban Comics, coll. « Vertigo Deluxe », 2017.
- Moonshine, avec Brian Azzarello, Urban Comics, coll. « Urban Indies », 2 vol., 2017-2019.
- Le Batman qui rit, avec Scott Snyder, Urban Comics, coll. « DC Rebirth », 2019.
- Torpedo 1972, avec Enrique Sanchez Abuli, Vents d'Ouest, coll. « Turbulaences », 2019.
- Bolita, avec Carlos Trillo, iLatina, coll. « Grandes Autores », 2020.

## Récompenses
Risso a gagné quatre prix Eisner pour son travail sur 100 Bullets.
- 2001 : Prix Eisner de la meilleure histoire à suivre pour « Hang Up on the Hang Low », dans 100 Bullets n°15-18 (avec Brian Azzarello)
- 2002 :
  - Prix Eisner de la meilleure série (avec Brian Azzarello) et du meilleur dessinateur/encreur pour 100 Bullets
  - Prix Harvey de la meilleure série (avec Brian Azzarello) et du meilleur dessinateur pour 100 Bullets
  -  Prix Micheluzzi de la meilleure série étrangère pour 100 Bullets (avec Brian Azzarello)
- 2003 : Prix Harvey du meilleur dessinateur pour 100 Bullets
- 2004 : Prix Eisner de la meilleure série pour 100 Bullets (avec Brian Azzarello)
- 2008 : Prix Eisner de la meilleure œuvre étrangère pour Eduardo Risso's Tales of Terror
- 2017 : 
  - Prix Inkpot
  -  Prix Peng ! de la meilleure bande dessinée nord-américaine pour Dark Night : Une histoire vraie (en) (avec Paul Dini)